# Sonipat
Sonipat est une ville d'Inde ayant en 2011 une population de 295 669 habitants.